# Лещенко Сергій Сергійович
Сергі́й Сергі́йович Ле́щенко (більш відомий за псевдонімом «Сайгон» або англ. Saigon; нар. 29 листопада 1985, Дніпропетровська область) — український письменник з України, що пише російською мовою; ветеран російсько-української війни. З квітня 2020 року — член та радник з питань внутрішньої безпеки партії Демсокира.
У грудні 2020 року україномовний переклад Вікторії Назаренко його роману «Юпак» став лауреатом премії Книга року BBC 2020.

## Життєпис
Народився в 1985 році у Дніпропетровській області.
Вивчав політологію в Дніпровському національному університеті імені Олеся Гончара.
Служив у Збройних силах України із серпня 2015 по жовтень 2016 року. Служив розвідником у 10-й окремій гірсько-штурмовій бригаді. Під час служби до жовтня 2016 року перебував у зоні АТО на напрямку фронту Невельське — Мар'їнка — Красногорівка — Докучаєвськ.
11 грудня 2020 року україномовний переклад роману «Юпак», зроблений Вікторією Назаренко, став переможцем премії Книга року BBC 2020 в категорії «художня література».

### Повномасштабне вторгнення
З 24 лютого 2022 року повернувся до ЗСУ. 
10 березня 2022 року прийняв бій у Київській області в селі Кухарі. Потім воював біля Попасної та тримав посадку під Сєвєродонецьком . В 2023 став інструктором з бойового контакту. Після закінчення війни планує поїхати за кордон.
21 листопада 2024 потрапив у серйозну аварію: автомобіль злетів із траси та перекинувся. Сергій отримав переломи 

## Книги
Російською
- Грязь [*khaki], 2018
- Юпак, 2020 (Київ, Білка; україномовний переклад роману зроблений Вікторією Назаренко став переможцем премії Книга року BBC 2020)

Переклади українською
- Сергій Сергійович Saigon. Юпак. Переклад з російської: Вікторія Назаренко. Київ: Білка. ISBN 978-617-7792-00-9[13]

## Скандали
У 2020 році розгорівся скандал навколо переможця рейтингу BBC книга року в номінації «художня література» російськомовного в оригіналі роману Юпак Сергія Сергійовича Сайгона (перемогу здобув україномовний переклад, зроблений Вікторією Назаренко). Зокрема, в інтерв'ю BBC Україна Сайгон, коментуючи російськомовність своїх книжок, виголосив суперечливі тези про те, що «станом на сьогоднішній день він може писати книги виключно російською мовою», а також натякнув на вторинності сучасної української літератури, яку українці нібито не хочуть читати; такі заяви автора мали чималий розголос у грудні 2020 року в українському сегменті інтернету, де частина українських користувачів соцмереж засудила такі погляди Сайгона.

## Особисте життя
Одружений, має дитину.

### Відео
- https://www.youtube.com/watch?v=MWhav9WKCSk
- https://www.youtube.com/watch?v=ab30jQYUI9Y [Архівовано 28 квітня 2021 у Wayback Machine.]
- https://www.youtube.com/watch?v=VCv35Mpmpjs [Архівовано 29 лютого 2020 у Wayback Machine.]